# Scarlet Klimek
Scarlet Klimek (* 20. Dezember 1988 in West-Berlin) ist eine deutsch-australische Kinderlieder- und Popsängerin sowie Songschreiberin.

## Leben
Ihre Großmutter Luisa Cester reiste Mitte 1940 von Oberitalien nach Australien aus und heiratete nach Kriegsende Alfons Klimek. Scarlet ist eine Nichte der Zwillinge Jayney und Johnny Klimek. Zu ihrem Vorbild wurde 1993 Mariah Carey mit dem Hit Dreamlover.
Im Jahr 1998 nahm ihr Vater Alf Klimek das Angebot von Klaus Baumgart an und beschäftigte sich mit der Hörspielfassung der Kinderbuchserie Lauras Stern. Die Zehnjährige sang 1999 Kinderlieder für die Hörspiele Lauras Stern Liedergeschichte für Kinder und im Jahr 2000 mit dem jüngeren Bruder Phillip für Lauras Sternreise und Lauras Weihnachtsstern. Im Jahr 2001 flog sie nach Melbourne und setzte die Ausbildung am Sandringham Secondary College bei Port Phillip fort.
In Zusammenarbeit mit ihrem Vater und dem australischen Musiker Daniel Matthysen sind  die zwei Singles I Love You (Know It Sounds Cliche) und Don’t Talk Dirty mit iTunes im August 2013 fertiggestellt worden.

## Songs
- 1999: Lauras Stern Liedergeschichte für Kinder
- 2000: Lauras Sternreise
- 2000: Lauras Weihnachtsstern
- 2008: CD; Lauras Feriensongs (Die besten Lieder aus den Lauras Stern Hörspielen)
  - Lauras Stern
  - Zusammen mit dem Stern
  - Ich bin sehr glücklich
  - Wir zwei
- 2008: CD; Lauras Weihnachtssongs (Die besten Weihnachtslieder aus den Lauras Stern Hörspielen)
  - Ich schau aus meinem Fenster
  - Hier oben
  - Was ist Weihnachten?
  - Ich wünsche mir
  - Traum ich?
  - Wann sind wir da?

## Singles
- 2013: I Love You (Know It Sounds Cliche)
- 2013: Don’t Talk Dirty